# Corbița
Corbița es una comuna ubicada en el distrito de Vrancea, Rumania.

## Superficie
Posee una superficie de 57,95 kilómetros cuadrados.

## Demografía
Hasta 2021 la población era de 1598 habitantes, con una densidad de población de 27,58 habitantes por kilómetro cuadrado.